# Stade Chedli Zouiten
Das Stade Chedli Zouiten (arabisch ملعب الشاذلي زويتن) ist ein Multifunktionsstadion in der tunesischen Hauptstadt Tunis. Es bietet 18.000 Zuschauern Platz.
Das Stadion ist Austragungsort der Heimspiele des Fußballvereins Stade Tunisien. Lange war es das größte Stadion von Tunis, bis 1967 das Stade El Menzah errichtet wurde. Seit Eröffnung des Stadions des 7. November 2001 ist es nur noch das drittgrößte Stadion der Hauptstadt-Region.
Zweimal fanden im Stade Chedli Zouiten Spiele der Fußball-Afrikameisterschaft statt. Im Jahr 1965 wurden insgesamt 5 Spiele, darunter das Finale, hier ausgetragen. 1994 fanden im Stadion zwei Vorrundenspiele des Turniers statt. Bei der Junioren-Fußballweltmeisterschaft 1977 war das Stadion Spielort der Vorrundengruppe B, wobei insgesamt 6 Spiele hier stattfanden.